# Universitatea Tehnică din Viena
Universitatea Tehnică din Viena a fost înființată în anul 1815 de împăratul Francisc I ca Institut Politehnic Cezaro-Crăiesc, în germană Kaiserliches und königliches Polytechnisches Institut.

## Studenți celebri
- Emilian Bratu
- Josef Frank
- Ștefan Micle
- Milutin Milanković
- Carl Zeiss

## Varia
Scriitorul Robert Musil, de profesie inginer, a lucrat între 1911-1914 ca bibliotecar al Politehnicii din Viena.